# Milder Wachs-Täubling
Der Milde Wachs-Täubling (Russula puellaris) ist ein Pilz aus der Familie der Täublingsverwandten. Er ist die Typart der Subsektion Puellarinae, einer Gruppe von Täublingen mit einem markant gelbfleckigen Stiel. Der kleine, sehr zerbrechliche Pilz wächst meist unter Fichten.

## Merkmale

### Makroskopische Merkmale
Der Hut ist 2–6, maximal bis 7 cm breit. Der Hut junger Fruchtkörper ist erst konvex, später dann ausgebreitet und zuletzt niedergedrückt. Er ist recht dünnfleischig und zerbrechlich. Die Huthaut ist lange schmierig und glänzt. Sie lässt sich etwa bis zur Mitte abziehen. Jung ist der Hut blass weinrötlich bis lachspurpurn, er kann aber auch violett- bis dunkelrötlich gefärbt sein, wobei die Mitte immer kräftiger und dunkler gefärbt ist als der Rand. Bisweilen kann die Mitte auch grünliche oder oliv-grünliche Töne aufweisen. Die Farben verblassen im Alter mehr und mehr und der Hut wird dann vom Rand her gelbbraun und meist auch gelb- oder rostfleckig. Zumindest im Alter kann der Rand auch deutlich höckerig gerieft sein.
Die Lamellen sind anfangs weißlich-cremefarben, werden aber immer gelblicher und sind zuletzt safran- oder orange ockergelb. Sie sind ausgebuchtet angewachsen, stehen ziemlich gedrängt und sind sehr zerbrechlich. Das Sporenpulver ist cremefarben bis buttergelb.
Der zylindrische bis keulige Stiel ist 3–7 cm hoch und 0,5–1,5 cm breit. Schon bald ist er mit Hohlräumen durchsetzt und überaus zerbrechlich. Der anfangs weiße Stiel beginnt bald zu gilben und ist zuletzt innen und außen völlig braungelb. Auch an Druckstellen gilbt der Pilz sehr stark. Das Fleisch ist sehr mürbe und mild und der ganze Fruchtkörper ist im Alter braungelblich durchfärbt.

### Mikroskopische Merkmale
Die Sporen sind breit elliptisch bis fast kugelrund, 7–10 µm lang und 6–9 µm breit und mit meist isolierten, bis 1,2 μm hohen Warzen besetzt. Zwischen den Warzen können vereinzelt feine Linien ausgebildet sein, oft aber fehlen sie auch ganz.
Die 6–8 µm breiten Pileozystiden sind zahlreich und schmal keulig geformt. Sie sind nicht, oder nur einfach septiert.
Die Basidien sind 36–48 μm lang und 10–12 μm breit mit vier 6–7 μm langen Sterigmen. Die zahlreichen Zystiden sind 50–65 μm lang und 8–12 μm breit, bauchig oder keulig geformt und färben sich in Sulfovanillin wenigstens im oberen Drittel blau an.

## Artabgrenzung
Die kleinen, zerbrechlichen Fruchtkörper, seine Hutfärbung und das im Alter stark gilbende, milde Fleisch sind so kennzeichnend, dass dieser Pilz kaum mit einem anderen Pilz verwechselt werden kann. Dennoch gibt es einige Täublinge, die ihm recht ähnlich sein können.
Als erstes wäre hier der Buchenzwergtäubling (Russula puellula) zu nennen: Er gilbt deutlich weniger, außerdem schmeckt sein Fleisch leicht schärflich. Wie sein Name schon verrät, findet man diesen Pilz vorwiegend unter Buchen.
Eine weitere ähnliche Art ist der Duftende Zwergtäubling (Russula odorata). Es ist eine kleine Art mit gelblich verfärbendem Stiel. Er riecht gewöhnlich auffallend obstartig und besitzt dottergelbes Sporenpulver. Der Pilz wächst gern in Parkanlagen unter Eichen.
Auch der Milde Glanztäubling (Russula nitida) kann eine gewisse Ähnlichkeit haben. Sein Fleisch gilbt nicht oder kaum und ist nicht so zerbrechlich, außerdem kommt der Pilz meist an feuchten Stellen unter Birken vor.

## Ökologie
Der Milde Wachs-Täubling ist wie alle Täublinge ein Mykorrhiza-Pilz der mit verschiedenen Laub- und Nadelbäumen eine Symbiose eingehen kann. Er bevorzugt dabei Fichten, geht aber auch mit Weißtannen (Abies alba), Waldkiefern, Rotbuchen (Fagus sylvatica), Eichen und anderen Nadelbäumen eine Partnerschaft ein. Die Varietät Russula puellaris var. minuta kommt auch an feuchten Stellen unter Birken vor.
Der Pilz findet sich in bodensauren Fichten-Tannenwäldern und Fichtenforsten sowie in sauren Buchenmischwäldern wie dem Hainsimsen-Buchenwald, aber auch im weniger sauren Waldmeisterbuchenwald. Weit seltener kommt er in entsprechenden Eichen-Hainbuchenwäldern, in Kiefernforsten oder Douglasienpflanzungen vor.
Der Pilz bevorzugt dabei mäßig trockene bis frische, wasserdurchlässige, basen- und nährstoffarme Böden, wie Sandböden, Podsol-, Braun- und Parabraunerden über basenarmen Silikaten, Sanden und Sandstein, aber auch auf Kalkgesteinsböden. Dabei vermeidet er verdichtete, wasserundurchlässige Lehmböden und zeigt sich über Kalk nur auf oberflächlich stark abgesauerten Oberböden mit meist dicker Streu- und Humusauflage.
Die Fruchtkörper erscheinen zwischen Juli bis November, doch vorzugsweise im August und September. Die Art kommt vom Tiefland bis in hohe Bergland vor, bevorzugt aber das untere und mittlere Bergland.

## Verbreitung

Europäische Länder mit Fundnachweisen des Milden Wachs-Täublings.
Legende:
Länder mit Fundmeldungen
Länder ohne Nachweise
keine Daten
außereuropäische Länder

Der Milde Wachs-Täubling ist eine holarktische Art, die in der gemäßigt temperierten und borealen Zone weit verbreitet ist. Der Pilz kommt in Nordasien (Kleinasien, Kaukasus, West- und Ostsibirien), in Nordamerika (USA, Mexico, Grönland), in Nordafrika (Marokko, Algerien) und wohl in ganz Europa vor. In Europa ist der Täubling im Süden von Spanien bis Rumänien und im Westen von Frankreich über die Beneluxstaaten bis nach Großbritannien verbreitet. Im Norden kommt er in ganz Fennoskandinavien vor und im Osten reicht sein Verbreitungsgebiet bis nach Weißrussland.
In Deutschland ist der Pilz von der Küste bis zu den Alpen mäßig verbreitet bis häufig.

## Systematik

### Infragenerische Systematik
Der Milde Wachs-Täubling wird in die Subsektion Puellarinae innerhalb der Sektion Tenellae gestellt. Die Fruchtkörper der Täublinge aus dieser Subsektion gilben besonders am Stiel. Der Geschmack ist mild oder leicht schärflich. Der Stiel ist recht zerbrechlich und wird meist schon bald hohl. Das Sporenpulver ist cremefarben bis gelb.

### Unterarten und Varietäten
| Varietät                    | Autor          | Beschreibung |
| --------------------------- | -------------- | --- |
| R. puellaris var. minutalis | (Britz.) Sing. | Das Fleisch ist sehr schwach, oft nur im Stiel gilbend. Der Hut ist 2–5 cm breit, schmutzig rosa oder hell weinrötlich. Die Mitte ist oft bräunlich bis kupferfarben, auch mit olivfarbenen Mischtönen. Die Sporen messen 6–8 × 5–7 µm und weisen mehr oder weniger verbundene Warzen auf. Die Varietät wächst unter Laubbäumen. |
| R. puellaris var. abietina  | Peck.(Blm.)    | Die Farben sind in der Mitte manchmal dunkler weinrot, ein wenig wie beim Purpurschwarzem Täubling. Der Hut ist kräftiger, 5–8 (10) cm breit und relativ fleischig. Die Lamellen sind blass, in der Nähe des Randes gelblicher. Der Stiel ist keulig und fast robust, an der Basis erst weiß und schließlich safrangelb. Das Fleisch ist gelblich mit einem Anflug von Orange. Der Geruch ist leicht fruchtig. Die Guajakreaktion ist positiv. Die Huthaut und die Sporen sind wie beim Typ. Die Varietät findet sich meist unter Fichten. |
| R. puellaris f. rubida      | Romagn.        | Diese Varietät hat einen mehr oder weniger einheitlich rötlichen Hut und breitere Basidien und Zystiden. |

## Bedeutung
Der Pilz ist essbar, der Milde Wachs-Täubling zählt aber zu den kleinsten und gebrechlichsten Täublingen. Man bekommt ihn nur schwer heil aus der Erde und kann ihn ohne besondere Vorsichtsmaßnahmen nicht unbeschädigt mit nach Hause nehmen.